# La colonia penal
La colonia penal ("Straffkolonin") är en chilensk dramafilm från 1970. Filmen är regisserad av Raúl Ruiz.

## Medverkande
- Luis Alarcón, president
- Mónica Echeverría, journalist
- Aníbal Reyna, minister
- Nelson Villagra